# 檜町駐屯地
檜町駐屯地（ひのきちょうちゅうとんち、JGSDF Camp Hinokicho）は、1874年から2000年まで東京都港区赤坂九丁目7番45号にあった防衛庁施設の陸上自衛隊における正式呼称である。航空自衛隊においては檜町基地（ひのきちょうきち、Hinokicho Air Base）が正式呼称。防衛庁本庁では檜町地区（ひのきちょうちく、Hinokicho Area）あるいは防衛庁本庁檜町庁舎が正式呼称。
陸上・海上・航空自衛隊の部隊のほか、防衛庁本庁等が所在し、敷地内に中央指揮所庁舎が設置されていた。戦前・戦中は乃木坂1丁目に200m射撃場があった。駐屯地（基地）閉鎖後は民間に払い下げられ、東京ミッドタウンとして再開発された。

## 沿革
- 1871年（明治4年）：明治新政府が長州藩毛利氏の麻布下屋敷跡を接収。

日本陸軍
- 1874年（明治7年）：麻布駐屯地設立、歩兵第1連隊と歩兵第3連隊が駐屯する。
- 1936年（昭和11年）2月：二・二六事件。歩兵第1連隊と歩兵第3連隊の一部は叛乱に参加、同月29日に帰営する。
- 1945年（昭和20年）8月15日：終戦。

アメリカ軍
- 米軍に接収され、将校宿舎として使用される。

陸上自衛隊
- 1960年（昭和35年）1月11日：霞が関から防衛庁本庁が移転。

陸上自衛隊市ヶ谷駐屯地檜町分屯地
- 1960年（昭和35年）1月14日：市ヶ谷駐屯地檜町分屯地が設置[1]される。

陸上自衛隊檜町駐屯地
- 1974年（昭和49年）4月11日：駐屯地に昇格[2]。
- 2000年（平成12年）5月8日：市ヶ谷駐屯地に統合、廃止される。

## 駐屯していた組織・部隊
駐屯地（基地）閉鎖時点のもの。陸上自衛隊地区における駐屯地司令は、檜町駐屯地業務隊長が兼務していた。

### 組織
- 防衛庁
- 統合幕僚会議事務局
- 情報本部
- 陸上幕僚監部
- 海上幕僚監部
- 航空幕僚監部
- 防衛施設庁
- 防衛庁共済組合本庁支部（旧歩兵第1連隊の建物が使われていた）
- 防衛庁調達実施本部

### 陸上自衛隊檜町駐屯地
- 陸上自衛隊人事統計隊（中央業務支援隊の下部組織となり、同隊は廃止）
- 陸上自衛隊中央会計隊（市ヶ谷駐屯地移駐後は東部方面会計隊隷下の第414会計隊から同駐屯地の会計業務を引き継ぎ、第414会計隊は廃止）
- 陸上自衛隊会計監査隊本部
- 檜町警備隊（防衛庁の移転に伴い廃止）
- 檜町駐屯地業務隊（中央業務支援隊の母体となる）
- 陸上自衛隊中央管制気象隊
- 警務隊本部付警務隊
- 中央基地通信隊信務電信中隊
- 中央調査隊檜町派遣隊

### 海上自衛隊
- 海上自衛隊東京業務隊
- 海上自衛隊印刷補給隊

### 航空自衛隊檜町基地
- 航空中央業務隊

## 最寄の幹線交通
- 高速道路：首都高速3号渋谷線 高樹町出入口、首都高速都心環状線飯倉出入口
- 一般道：国道1号、国道246号、東京都道319号環状三号線、東京都道413号赤坂杉並線
- 鉄道：帝都高速度交通営団（営団地下鉄、現・東京メトロ）日比谷線六本木駅[注 2]、営団地下鉄千代田線乃木坂駅
- 港湾：東京港（特定重要港湾）
- 飛行場：東京国際空港（第一種空港）